# Alceo Valcini
Alceo Valcini (Trieste, 1909 – Parigi, 1991) è stato un giornalista italiano, corrispondente estero del Corriere della Sera a Varsavia dal 1934. Dopo l'inizio della seconda guerra mondiale scrisse dalla capitale polacca una serie di resoconti (che poterono essere pubblicati solo nel 1945), i quali sono in assoluto tra le prime testimonianze delle atrocità naziste dell'Olocausto.

## Biografia
Nato nel 1909 a Trieste, Alceo Valcini fu come giornalista tra le firme più illustri del Corriere della Sera. Nel 1934 fu nominato corrispondente estero del giornale a Varsavia. Come tale, nel settembre 1939 fu testimone diretto dell'invasione tedesca della Polonia. Fascista della prima ora (la sua adesione risale al 1921), al pari dell'amico Curzio Malaparte assunse un atteggiamento sempre più critico nei confronti del regime, soprattutto per le sue simpatie filo-polacche, che lo portarono a denunciare apertamente le atrocità naziste nei confronti dei polacchi e degli ebrei polacchi.
Nei primi giorni e mesi di guerra Valcini «azzardò l'invio di corrispondenze impeccabili. Parlò del massacro dei giudei [...] delle deportazioni dei bambini, dei saccheggi e degli stupri. I suoi articoli non furono pubblicati». Il giornalista fece allora arrivare tramite un diplomatico una lettera al direttore Aldo Borelli in cui lo informava senza giri di parole dell'inizio della soluzione finale: «Prigionieri civili vengono trasportati in vagoni sigillati. Numerosissimi sono i casi letali. I vivi devono adattarsi a vegliare i morti nello stesso stipatissimo vagone per lunghissime ore fino a destinazione... La proprietà privata viene distrutta». Alla fine di aprile 1940 spedì addirittura a Milano all'editore Garzanti un manoscritto sotto il titolo provvisorio La Vistola in fiamme. Sottoposto alla censura preventiva del ministero degli Esteri e del ministero della Cultura Popolare, la sua pubblicazione fu giudicata "inopportuna" per la sua impronta fortemente filopolacca e il resoconto delle atrocità naziste contro gli ebrei. Il manoscritto rimase a Milano negli archivi della Casa Editrice dove risultò poi distrutto in un bombardamento. Valcini rimase a Varsavia per tutta la durata del conflitto, fino ai giorni immediatamente precedenti l'arrivo delle truppe sovietiche, continuando puntigliosamente a documentare gli eventi di cui era testimone diretto.
Rientrato in Italia alla fine del 1944 (poco prima dell'occupazione sovietica del Paese), Valcini è ormai schierato su posizioni antifasciste. Rifugiatosi in una stanzetta d'albergo a Venezia decide di riordinare i propri scritti e i propri ricordi di guerra a Varsavia. Nasce così un nuovo volume: Il calvario di Varsavia che sarà pubblicato nel 1945 a Milano da Garzanti all'indomani della Liberazione.
Il libro è in assoluto una delle prime testimonianze dell'Olocausto in Polonia. Descrive minuziosamente le politiche repressive messe in atto dai tedeschi all'indomani dell'occupazione di Varsavia e nel resto della Polonia nei confronti sia dei polacchi che, soprattutto, degli ebrei: gli arresti, le ruberie, le violenze, "la sistematica sparizione di giovani ragazze" per i programmi di eugenetica, le fucilazioni sommarie, la distruzione delle sinagoghe, lo stabilimento dei ghetti, l'imposizione del lavoro coatto. Nell'estate del 1941 Hitler scatena l'invasione dell'Unione Sovietica con l'Operazione Barbarossa, mentre in Polonia la situazione nei ghetti (l'autore visita personalmente quelli di Łódź, Varsavia e Siedlce) si va facendo sempre più drammatica, per la fame, le malattie e l'inizio di deportazioni sempre più massicce dalle quali non vi è ritorno. Il libro documenta lo sgomento dei soldati italiani di fronte ai massacri di civili ad opera dei loro alleati tedeschi, inclusi non infrequenti episodi di aperta resistenza. Quindi offre un dettagliato resoconto della rivolta del ghetto di Varsavia del 1943 e della successiva rivolta di Varsavia del 1944.
Il libro include anche una serie di fotografie scattate in Polonia, che documentano le distruzioni a Varsavia ad opera dei nazisti, dai primi bombardamenti del 1939 alla repressione della rivolta di Varsavia nel 1944. Fra esse ce n'è anche una di «una colonna di donne ebree che ritornano al ghetto di Siedlce dopo una giornata di lavoro» e un paio che documentano la repressione della rivolta del ghetto di Varsavia nel 1943. Il libro termina con l'immagine della città interamente distrutta ma anche con una nota di speranza sulla sua capacità di rinascere dalle sue rovine.
Nel dopoguerra Valcini fu assunto dal Giornale d'Italia, per tornare quindi nel 1951 al Corriere della Sera come corrispondente da Vienna, grazie all'interessamento diretto di Mario Missiroli.
Nonostante la straordinaria importanza della testimonianza di Alceo Valcini i suoi scritti sono virtualmente ignorati e sconosciuti anche agli specialisti della materia. Nel 1980 fu pubblicato un secondo libro: Ballo all'Hotel Polonia (Brescia: Edizioni del Moretto, 1980), che raccoglie i suoi ricordi di ritorno a Varsavia nell'immediato dopoguerra. Ancora inedito in Italia è invece l'importante articolo Z Malapartem w warszawskim getcie (Con Malaparte nel ghetto di Varsavia), pubblicato in traduzione polacca nel 1990 e che offre interessanti paralleli con le pagine di Curzio Malaparte in Kaputt (1944).
Valcini muore a Parigi nel 1991.

## Opere di Valcini
- Alceo Valcini, Il calvario di Varsavia, 1939-1945, Milano: Garzanti, 1945.
- Alceo Valcini, Ballo all'Hotel Polonia, Brescia: Edizioni del Moretto, 1980.